# Лейк-Освіго (Орегон)
Лейк-Освіго (англ. Lake Oswego) — місто (англ. city) в США, в округах Клакамас, Мултнома і Вашингтон штату Орегон. Населення — 40 731 особа (2020).

## Географія
Лейк-Освіго розташований за координатами 45°24′44″ пн. ш. 122°41′57″ зх. д. / 45.41222° пн. ш. 122.69917° зх. д. (45.412305, -122.699154).  За даними Бюро перепису населення США в 2010 році місто мало площу 29,39 км², з яких 27,66 км² — суходіл та 1,73 км² — водойми.

## Демографія
Згідно з переписом 2010 року, у місті мешкало 36 619 осіб у 15 893 домогосподарствах у складі 10 079 родин. Густота населення становила 1246 осіб/км².  Було 16995 помешкань (578/км²).
Расовий склад населення:
| - 89,3 % — білих - 5,6 % — азіатів - 0,7 % — чорних або афроамериканців - 0,4 % — корінних американців - 0,2 % — вихідців з тихоокеанських островів |

До двох чи більше рас належало 3,0 %. Частка іспаномовних становила 3,7 % від усіх жителів.
За віковим діапазоном населення розподілялося таким чином: 22,1 % — особи молодші 18 років, 61,7 % — особи у віці 18—64 років, 16,2 % — особи у віці 65 років та старші. Медіана віку мешканця становила 45,8 року. На 100 осіб жіночої статі у місті припадало 89,7 чоловіків;  на 100 жінок у віці від 18 років та старших — 85,1 чоловіків також старших 18 років.
Середній дохід на одне домашнє господарство  становив 133 619 доларів США (медіана — 85 303), а середній дохід на одну сім'ю — 170 716 доларів (медіана — 125 159). Медіана доходів становила 98 905 доларів для чоловіків та 60 083 долари для жінок. За межею бідності перебувало 7,3 % осіб, у тому числі 10,5 % дітей у віці до 18 років та 5,2 % осіб у віці 65 років та старших.
Цивільне працевлаштоване населення становило 17 874 особи. Основні галузі зайнятості: освіта, охорона здоров'я та соціальна допомога — 25,6 %, науковці, спеціалісти, менеджери — 16,3 %, фінанси, страхування та нерухомість — 12,3 %, виробництво — 10,7 %.